# انتسو بارلوکو
انتسو بارلوکو (ایتالیایی: Enzo Barlocco؛ زادهٔ ۱۶ فوریهٔ ۱۹۴۴) بازیکن واترپلو اهل ایتالیا بود. وی در بازی‌های المپیک تابستانی ۱۹۶۸ شرکت کرده‌است.